# Ferdinand Steiner
Ferdinad Steiner (Bohemia) fue un gimnasta artístico checo que compitió por Bohemia, campeón mundial en 1911 en la competición general individual.

## Carrera deportiva
En el Mundial de Turín 1911 ganó la medalla de oro en la general individual, quedando por delante de sus compatriotas los también bohemios Josef Cada, Karel Stary y Svatopluk Svoboda.